# 도그쇼

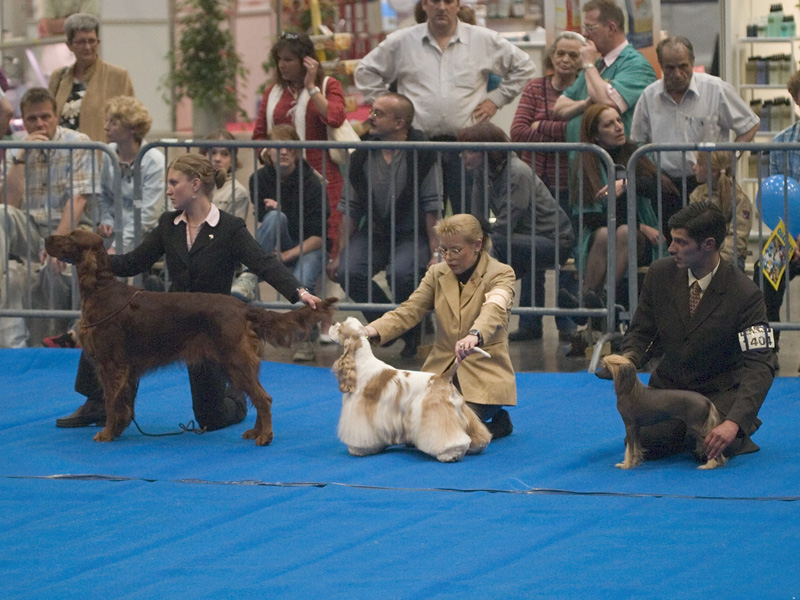
도그쇼

도그쇼(Dog show)는 각 견종의 스탠다드를 후손에게 물려주기 위해 가장 그 견종의 특성을 잘 보존하고 있는지를 우선으로 한다. 단순 품평회가 아닌 견종의 외형, 성격, 사람과의 관계등을 모두 심사한다. 단순히 아름다움을 겨루는 것이 아니라 얼마나 기본적인 순종에 가장 가까운가를 겨룬다.

## 같이 보기
- 도그스포츠
- 순종견